# ماجستير مشروعات العلوم الحيوية
ماجستير مشروعات العلوم الحيوية (ويُختصَرُ MBE أو MBioEnt) هو درجةٌ علميةٌ متخصصة يتم تدريسها في جامعة أوكلاند بنيوزيلندا وجامعة كامبريدج بالمملكة المتحدة. كما يُعد برنامجًا متعدد التخصصات ويجمع بين كلياتٍ متعددة كما يتضمن مساهمة كبيرة من قطاع الصناعة.
وتركِّز درجة الماجستير في المقام الأول على تسويق التكنولوجيا الحيوية. وقد طورت الجامعتين برنامج ماجستير مشروعات العلوم الحيوية لتوفير المهارات التجارية والقانونية المتخصصة والمرتبطة بالعمل في الاقتصاد الحيوي. ويختلف الإطار الذي تم من خلاله تطوير كلٍّ من البرنامجين اختلافًا كبيرًا. وتنعكس هذه الاختلافات في تعيينات الامتياز وموضوعات الأطروحة وفرص العمل بعد التخرج،

## جامعة أوكلاند
تم تطوير برنامج ماجستير مشروعات العلوم الحيوية في الجامعة في عام 2006 بالتعاون بين كلية العلوم البيولوجية (SBS) وكلية إدارة الأعمال وكلية الحقوق.

### هيكل البرنامج
الشرط الأساسي للسنة الأولى (دبلوم الدراسات العليا) هو الحصول علي بكالوريوس العلوم مع تخصص رئيسي في العلوم الحيوية أو علم تكنولوجيا المعلومات الحيوية أو العلوم الطبية الحيوية أو علوم الأغذية أو الكيمياء الطبية أو علم الصيدلة أو الفسيولوجيا، أو الحصول على بكالوريوس الهندسة في الهندسة الطبية الحيوية أو بكالوريوس الصيدلة أو درجة البكالوريوس في التكنولوجيا البيولوجية. ويلزم الحصول على دبلوم الدراسات العليا في مجال مشاريع العلوم الحيوية للالتحاق بسنة الماجستير.

### العناصر الأكاديمية
هناك عنصر أكاديمي في كلٍّ من دبلوم الدراسات العليا وسنة الماجستير.
سنة دبلوم الدراسات العليا
تحتوي سنة دبلوم الدراسات العليا علي الورقات الخمس الأساسية المطلوبة لدبلوم الدراسات العليا في مجال مشاريع العلوم الحيوية. ويجب أيضًا على الطلاب الالتحاق بثلاثة مقررات اختيارية، التي عادةً ما تكون أبحاثًا قائمة على العلوم.
العلوم 701 (15 نقطة)
المحاسبة والتمويل للعلماء 

العلوم 702 (15 نقطة)
التسويق للكوادر العلمية والفنية

العلوم 703 (15 نقطة)
حدود مجال التكنولوجيا الحيوية 

العلوم 704 (15 نقطة)
القانون والملكية الفكرية 

العلوم 705 (15 نقطة)
الاستغلال التجاري للأبحاث 

العلوم 706 (15 نقطة)
مشروعات المتاجرة
سنة الماجستير
العلوم 720 (15 نقطة)
طرق بحث المشروع العلمي 

العلوم 721 (15 نقطة)
تطوير المنتجات والبيئات التنظيمية 

العلوم 722 (15 نقطة)
القضايا الراهنة في مشاريع العلوم البيولوجية 

الأطروحة
العلوم 794 أ وب(90 نقطة) 

تتطلب عناصر الأطروحة من الطلاب إجراء مشروع بحثي داخل مؤسسةٍ صناعية. وتختلف المواضيع وتتضمن مجموعةً متنوعة من المجالات.

### العناصر الصناعية
في سنة الماجستير (السنة الثانية)، على الطلاب إجراء التدريب الداخلي في صناعة التكنولوجيا الحيوية سواء في نيوزيلندا أو دوليًا لمدة ستة أشهر. وخلال الامتياز، على الطلاب إكمال مشروع للشركة يتعلق بها عمومًا وتسيطر على موضوع الأطروحة، والتي تتم كتابتها خلال فترة التدريب الداخلي.
شركات الامتياز في الماضي والحاضر

• إرنست و يونغ، ألمانيا
• جونسون آند جونسون، أستراليا
• معهد بوكس هيل، ملبورن
• سينجنتا، سويسرا
• معهد كاوثرون، نلسون، نيوزلندا
• فيشر آند بيكل للرعاية الصحية
• نيورين
• كودا للأدوية
• كودي بيوتك
• هورت للأبحاث
• سيون
• نيوزيلاندا للتجارة والمشروعات
• وزارة العلوم والبحوث والتكنولوجيا
• هيئة المصرفيين التجارية كرانليه
• نيوزيلاند بيو
• يونيسرفيسيز
• دي بي بريوريز
• بيوماتيرز
• باسيفيك تشانيل
• لانزاتك
• واتركير أوكلاند
• انكوات
• إندستريال ريسرش ليميتد
• سينيرجينز
• بيو باسيفيك فينچرز
• بلانت آند فود ريسرش
• بولسيكور
الدعم الصناعي المستمر

لا يزال البرنامج يكتسب المزيد من دعم وتأييد قطاع الصناعة. وتعتبر NZTE العلاقة القوية مع برنامج MBE جزءًا هامًا في بناء منطقة أوكلاند كمركز للتميز والابتكار والخبرة العملية في مجال التكنولوجيا الحيوية. وتشارك الشركات عن كثب في تقديم المحتوى، مع إلقاء كلٍ من بالدوينر و أيه جيه بارك محاضراتٍ في القانون والملكية الفكرية. وكثيرًا ما يتم استدعاء عدد من المحاضرين الضيوف من منظمات التكنولوجيا الحيوية المحلية والدولية.

### الجوائز
يتم منح جائزتين سنويًا، وتمنح جائزة بالدوينز إلى الإنجازات الأعلى في القانون والملكية الفكرية. وتخصص الجائزة كمكافأة للتميز في مجال الملكية الفكرية وتشجيع الخريجين على النظر في العمل في المستقبل في هذا المجال. وتُمنح الجائزة الثانية للطالب صاحب أفضل أطروحة للماجستير.

## جامعة كامبريدج
تم وضع دورة ماجستير مشروعات العلوم الحيوية الدراسية في عام 2002، ويقدمها معهد التكنولوجيا الحيوية وكلية إدارة الأعمال.

### العناصر الأكاديمية
يتم عمل تقييم مستمر للتقدم الدراسي للطلبة، ويتم توفير التغذية العكسية والعلامات من كل نموذج للطلاب خلال مدة البرنامج. ولا توجد امتحانات رسمية تحريرية.

### العناصر الصناعية
يمر الطلاب بمرحلة امتياز لدى شركةٍ أو منظمة، حيث يقوم بإجراء البحوث في المشروعات ذات الاهتمامات التجارية الحقيقية. ويوفر الامتياز خبرة العمل في مجال الأعمال التجارية وكذلك فرصةً لجمع البيانات كأساسٍ لرسالة بحثه. ويمكن للطلاب اختيار، إذا سمحت الظروف بذلك، العمل داخل الشركات متعددة الجنسيات، والناشئة، والشركات الصغيرة إلى متوسطة الحجم أو مقدمي الخدمات لقطاع التكنولوجيا الحيوية، مثل المحاسبة أو لممارسات القانونية أو الملكية الفكرية. وعادةً يقضي الطلاب ما بين أربعة إلى ستة أسابيعٍ في الشركة ويتم تشجيعهم على وضع الدروس المستفادة من الجوانب الأكاديمية للبرنامج موضع التنفيذ وكذلك لإثبات البحوث الأصلية والتحليل. وتعد الرسالة العلمية عنصرًا هامًا من عناصر تقييم البرامج وتساهم بنسبة 30٪ من مجموع العلامات.